# 巴务巴务
巴务巴务，是印度尼西亚布顿岛上的主要城市，位于东南苏拉威西省布顿岛西南。根据2010年人口普查的结果，巴务巴务是东南苏拉威西省第二大城市、苏拉威西的第九大城市。巴务巴务是东南苏拉威西省仅有的两个市之一，在2001年6月21日依印尼2001年第13号法案成立。巴务巴务的港口以布顿苏丹国的首任苏丹穆尔胡姆（Murhum）为名，由印度尼西亚国家航运公司经营的小轮（jetty）码头负责所有海运交通。
2005年2月19日，巴务巴务发生里氏6.9级地震。

## 名称
巴务巴务（Baubau，或写作Bau-Bau、Bau-bau），又译巴乌巴乌或包包市。根据巴务巴务市2010年第2号法令的第五条第一和第二款，巴务巴务市的写法从Kota Bau-Bau改为Baubau。该法令还宣布，确认1541年10月17日为巴务巴务的建城日。

## 历史
15世纪时，巴务巴务是布顿王国（也叫窝里沃王国）的中心，1542年当伊斯兰教进入这一地区后，布顿王国转变为苏丹国。现在布顿苏丹国仅仅是文化的象征，苏丹也只是象征性的存在，并没有任何政治权利，现任苏丹是2013年12月13日继位的H. La Ode Muhammad Izat Manarfa苏丹。布顿王国成立于1332年，到1960年并入印度尼西亚，遗留下了丰富的历史遗迹。
布顿苏丹王宫位于巴务巴务，宫殿建于16世纪末，现在是布顿苏丹的住所。

## 地理
巴务巴务坐落于苏拉威西岛东南半岛以南的布顿岛西南，北隔布顿海峡与穆纳岛相望。巴务巴务市东邻布顿县，南靠南布顿县，全市面积306km2，海域面积约30km2。
地形上巴务巴务市主要由山丘组成，漫长的海岸线和山陵环绕全市，海拔0–100米，坡度在8–30%之间。
与其他印尼城市相同，巴务巴务属热带气候，一年只有两个季节，12月到3月是雨季，湿热的西风带来大量降水；5月至10月是旱季，从澳大利亚吹来的东风较为干燥。白天气温在29至33摄氏度之间，夜晚在20至29摄氏度之间变化。
生态系统包括雨林、多刺森林和沙地。

## 行政区划
巴务巴务市下辖7个区（Kecamatan），区下辖38个村（Kelurahan）。市政府位于科卡鲁卡纳区（Kecamatan Kokalukuna）。
| 区                      | 人口 2010普查 |
| ----------------------- | ------------- |
| Betoambari 贝托阿姆巴利 | 16,283        |
| Murhum 穆尔胡姆         | 45,150        |
| Wolio 窝里沃            | 37,974        |
| Kokalukuna 科卡鲁卡纳   | 16,736        |
| Sorawolio 索拉窝里沃    | 7,122         |
| Bungi 邦吉              | 7,096         |
| Lea-Lea 利亚利亚        | 6,630         |

最初巴务巴务市下辖4个区：贝托阿姆巴利区（含后来划出的穆尔胡姆区）面积34.34 km2，窝里沃区（含后来划出的科卡鲁卡纳区）面积26.77 km2，索拉窝里沃区面积82.25 km2，邦吉区（含后来划出的利亚利亚区）面积76.64 km2。现巴务巴务市辖7个区，全市面积也扩展到306 km2。

## 人口和经济
2010年普查，巴务巴务全市共有137,118人，主要包括布顿人、布吉人、摩鹿加人、爪哇人和巽他人，是东南苏拉威西省继首府肯达里之后人口第二多的城市。城市经济依赖服务业，例如宾馆行业（30%）、海洋旅游为主的旅游业（20%）；农业占20%，主要作物是椰子；其余的是公共交通服务行业。巴务巴务也是苏拉威西地区的一个渔业中心，盛产海参。2007年巴务巴务市国内生产总值为1.25449万亿印尼盾。

## 交通
穆尔胡姆港是城市的主要港口和整个布顿岛的主要交通通道，可直航雅加达、肯达里等城市。印度尼西亚国家航运公司的以下客轮服务于巴务巴务：KM Bukit Siguntang、KM Ciremai、KM Dorolonda、KM Kelimutu、KM Sinabung和KM Lambelu。
贝托阿姆巴利机场位于城市西南的贝托阿姆巴利区，有飞往南苏拉威西省望加锡哈桑丁苏丹国际机场的航班。

## 资料来源
1. ↑  . citypopulation.de. 2017-04-22  [2017-07-16]. （原始内容存档于2011-03-01）.
2. ↑  印尼语维基文库中的2001年第13号法令
3. ↑  .   [2017-05-31]. （原始内容存档于2017-02-06）.
4. ↑  The Uniqueness of Buton Palace Fortress （页面存档备份，存于） 08 APRIL 2014	by Daulat Pane and Ani Hasnah Voice of Indonesia
5. ↑  .   [2017-05-31]. （原始内容存档于2019-02-19）.
6. ↑  Biro Pusat Statistik, Jakarta, 2011
7. ↑   (PDF).   [2011-04-25]. （原始内容 (PDF)存档于2011年5月15日）.
8. ↑  "Lokomotif Pembangunan di Kawasan Timur", TEMPO, No. 3746 (26 Januari-1 Februari 2009)
9. ↑  . （原始内容存档于2008-01-19）.